# Pogonatum camusii
Pogonatum camusii là một loài Rêu trong họ Polytrichaceae. Loài này được (Thér.) Touw miêu tả khoa học đầu tiên năm 1986.